# Immeuble Chevroton
L'immeuble Chevroton est un édifice de la ville de Gérardmer dans la région historique et culturelle de Lorraine, en région Grand Est.

## Situation
Le ferme se trouve 3 place du Vieux Gérardmer, en face de l'église Saint-Barthélémy.

## Histoire
La date de construction de l'immeuble Chevroton est attestée sur la clef de la porte charretière avec l’inscription 1787. Il s'agit d'une propriété privée et l'unique maison rurale protégée au titre des monuments historiques dans les Hautes-Vosges. 
Les façades et les toitures, l'ancienne cuisine, la pièce située à l'angle Nord avec sa cheminée et son sol dallé au rez-de-chaussée sont inscrits par arrêté du 14 novembre 1979 au titre des monuments historiques.

## Description
Les matériaux du gros-œuvre sont le granite, le moellon, l'enduit, le bois et l'essentage de bardeaux. Le toit est une toiture à deux pans avec pignons couverts et appentis.

## Galerie

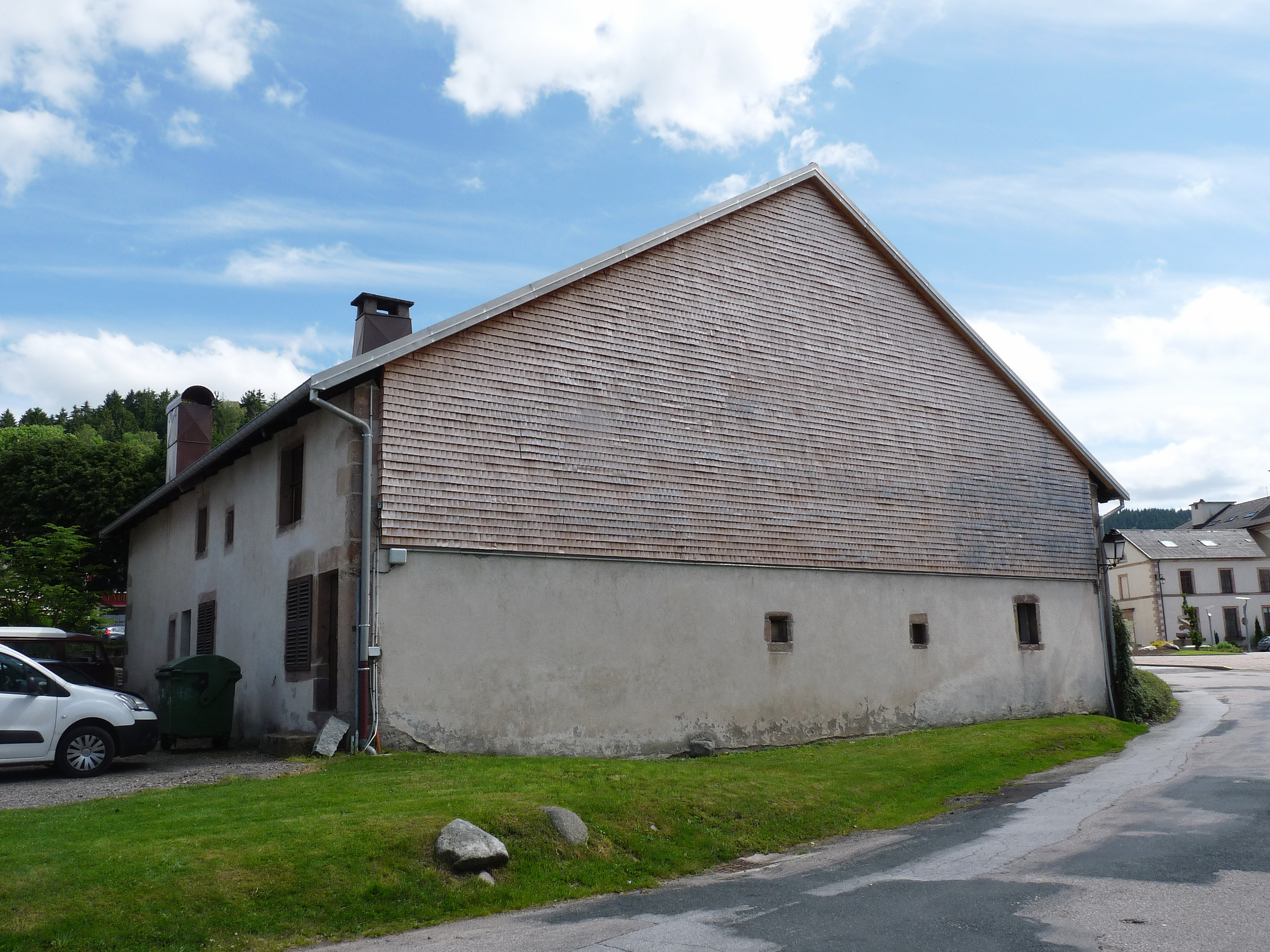
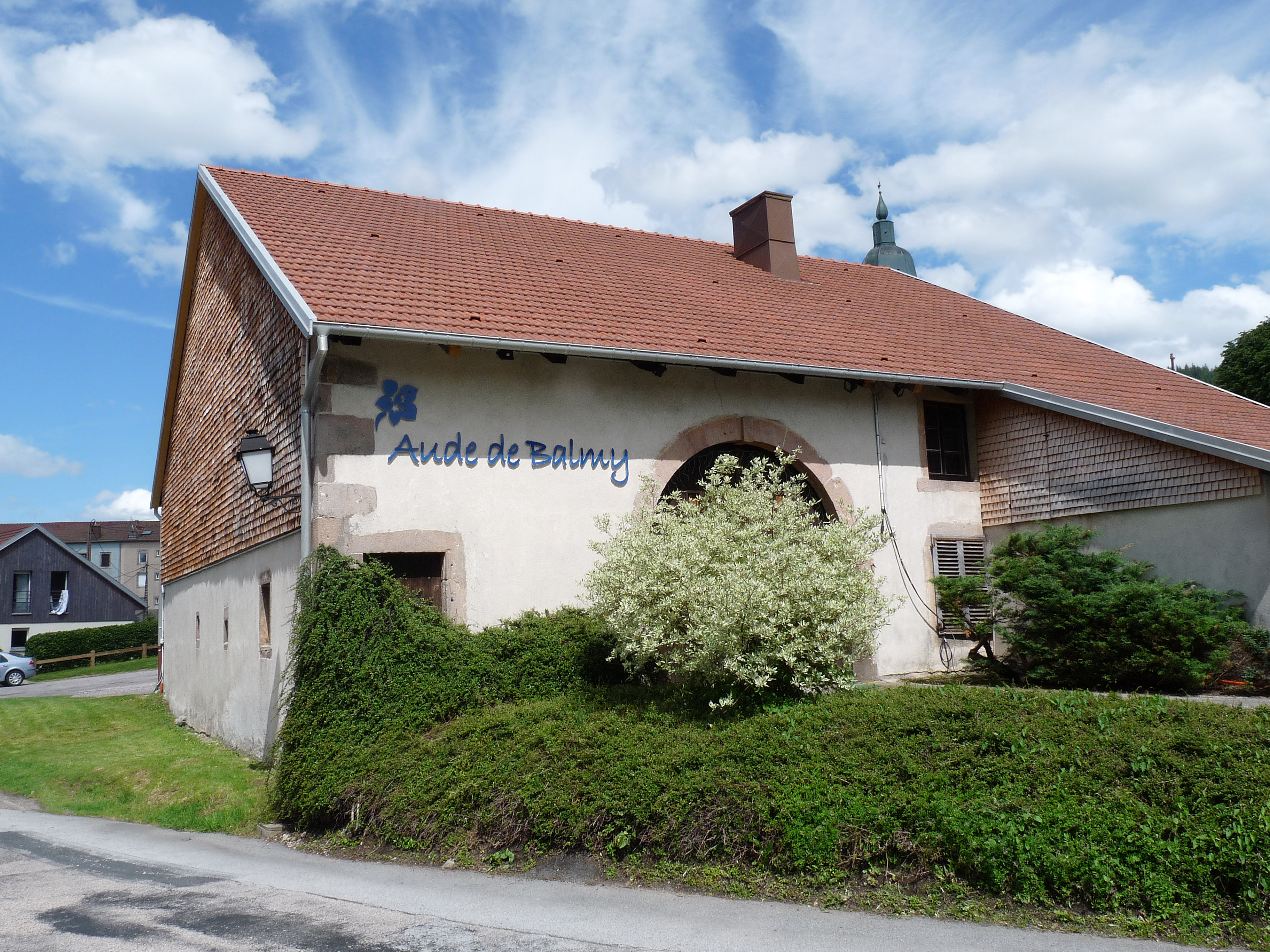